# Дмитриев, Василий Васильевич
Васи́лий Васи́льевич Дми́триев (ок. 1777, Кострома — 1820) — русский поэт.

## Биография
Родился около 1777 года в Костроме. Учился в гимназии при Академии наук в Петербурге. «Работал в области астрономии».
Был одним из основателей Вольного общества любителей словесности, наук и художеств и состоял его членом с 15 июля 1801 по 9 мая 1812 года{, избирался членом Комитета цензуры.
С апреля 1802 года служил в Сибири под началом тобольского губернатора А. М. Корнилова. В 1807 году вернулся в Петербург и служил в Министерстве народного просвещения.
Умер 20 января 1820 года.

## Творчество
Ряд своих произведений («О театре», «Гордость») и переводов («О законодателях, именующих себя пророками» Рейналя) читал в «Вольном обществе…» в 1801—1804 годы. Одно из произведений — ода «Гармония мира» (1802) — написано вольными ямбами, которые, чередуясь в пределах восьмистишия, не нарушают гармонию стиха.
В 1804 году предлагал «Вольному обществу…» осуществить коллективный перевод «Философической истории обеих Индий» Рейналя.
В 1809 году издал свою первую и единственную книгу «Ореады», в которую вошли собственные произведения (в том числе стихи, посвящённые природе Сибири) и переводы (в том числе поэмы Гельвеция «Благополучие»).
Писал также теоретические статьи просветительского характера (например, «О воспитании женского пола» — была прочитана на заседании Общества 22 октября 1810 года).
С октября 1817 до января 1818 г. наряду с Г. И. Спасским участвовал в организации периодического издания «Сибирский вестник». В первом номере журнала был размещен ряд его статей о Сибири, некоторые без подписи.